# Lijst van rangen in de keuken
Net als bij andere groepen van personen die samen een taak uitvoeren en een doel nastreven, kent het werk in de keuken een zekere mate van organisatie. Een organisatie van een keuken vergt een logische en een redelijke verdeling van het werk en de samenstelling hangt af van de grootte en de werking van het restaurant.
Het gezamenlijke personeel dat in de keuken belast is met het bereiden en/of afleveren van spijzen noemt men de keukenbrigade. Naar de aard van het bedrijf is deze onderverdeeld in "parties", mede door de visie van Auguste Escoffier. Begeleiding hierover heeft een chef de partie. De ene partie kan groter en beter bezet zijn dan de andere, dit naargelang van de opdracht binnen de keuken. De totale leiding over de keuken berust bij de chef-kok. Een sous-chef (of souschef) is de assistent van de chef-kok van een professionele keukenafdeling. Conform het rangensysteem geeft hij leiding aan de keukenbrigade en vervangt hij de chef-kok bij afwezigheid.
Al het keukenpersoneel staat hieronder gerangschikt, beginnend bij de personen met het hoogste in rang en eindigend bij personen met de laagste rang.
| Vaktermen             | Nederlandse termen                                            |
| --------------------- | ------------------------------------------------------------- |
| Chef de cuisine       | keukenchef/chef-kok                                           |
| Sous-chef de cuisine  | Tweede chef van de keuken                                     |
| Rôtisseur             | Braadmeester                                                  |
| Poissonnier           | Kok voor de warme visgerechten                                |
| Entremétier           | Kok voor garnituren zoals aardappels, groente, pasta of rijst |
| Garde manger          | Kok voor de koude keuken                                      |
| Pâtissier             | Patissier                                                     |
| Potager               | Kok voor de soepen                                            |
| Saucier               | Kok voor de sauzen                                            |
| Tournant              | Vervanger (zeer veelzijdig kok)                               |
| Annonceur             | Afroeper                                                      |
| Chef de garde de nuit | Kok voor de late dienst en de nachtdienst                     |
| Casserolier           | Pannenwasser                                                  |
| Aide de cuisine       | Zelfstandig werkend kok in opleiding                          |
| Commis de cuisine     | Leerling-kok                                                  |

## Keukenchef
De keukenchef is de geschoolde vakman die de laatste ontwikkelingen op de voet volgt en heeft de algemene leiding en verantwoordelijkheid in de keuken. Hij/zij regelt de dienst en de werkuren, verdeelt het werk en heeft een beslissende stem bij het aanwerven van nieuw keukenpersoneel.
Ook doet de keukenchef al de aankopen van voedingswaren en keukenmateriaal. Hij stelt de restaurantkaart op alsook al de menu's en zal meestal de bestellingen afroepen tijdens de dienst (vervult de rol van de Annonceur).

## Chef de partie
saucierDe saucier komt voor in een grote keukenbrigade waar hij tevens de functie van sous-chef zal uitoefenen. Hij/zij bereidt al de sauzen en heeft ook de functie van poissonier in de brigade; met andere woorden hij bereidt ook de vissen, schaal- en schelpdieren. De saucier vervangt de keukenchef bij zijn afwezigheid.
poissonierDe poissonier verzorgt alle bereidingen van vis, schaal- en schelpdieren. Hij/zij werkt nauw samen met de saucier en vervangt deze bij afwezigheid.
rôtisseurDe rôtisseur verzorgt alle stukken vlees, gevogelte die bereid moeten worden. Hij/zij werkt nauw samen met de saucier en vervangt de poissonier bij afwezigheid.
garde-mangerDe garde-manger verzorgt al de voorhandelingen van vlees, vis, gevogelte en werkt nauw samen met de warme keuken. Hij/zij verzorgt al de koude gerechten en garnituren, de koude niet zoete nagerechten en is verantwoordelijk voor de verwerking en bewaring van mogelijke resten. Hij/zij verzorgt meestal de pronkschotels voor bepaalde gelegenheden.
entremetierDe entremetier verzorgt al de soepen, warme groentebereidingen, warme aardappelbereidingen, meelspijzen en niet zoete deegwaren en eiergerechten. Hij/zij verzorgt andere warme nagerechten indien er geen banketbakker tot de brigade behoort.
pâtissierDe pâtissier verzorgt al de nagerechten, zoete sauzen en verzorgt al de banketbakkerij-werkzaamheden die nodig zijn in de keuken.
tournantIs de plaatsvervanger van de chef de partie wanneer deze afwezig is. Deze taak vergt veelzijdigheid om die opdracht te verrichten, want men moet immers op de hoogte zijn van alles wat de collega's uitvoeren.
communardDe communard is terug te vinden in een grote brigade en is verantwoordelijk voor de bereiding van het eten voor het personeel.
sommelierDe sommelier is verantwoordelijk voor de wijnen.

## Hulpkeukenpersoneel
commisDe commis is in opleiding in de keuken om zo goed mogelijk het beroep te kunnen uitoefenen. Wil men zich goed oefenen, dan is het goed tijdens de regeerperiode de verschillende parties te doorlopen en ook op gepaste tijdstippen van betrekking te wisselen. Het is logisch dat de werkzaamheden die hij/zij moet verrichten, steeds zwaarder en/of moeilijker worden.
plongeurDeze persoon behoort niet tot het eigenlijke keukenpersoneel, maar reinigt het gebruikte keukenmateriaal op zodanige wijze, dat het werk een normaal verloop kent.
entretienDeze persoon behoort niet tot het eigenlijke keukenpersoneel. De entretien zorgt ervoor dat de werkzaamheden in gezonde, propere en hygiënische omstandigheden kunnen verlopen.